# 福岡ふかぼりメディア ささっとー
福岡ふかぼりメディア ささっとーは、読売新聞西部本社が運営するローカルウェブメディアである。

## 概要
読売新聞西部本社が2019年9月20日から運営している。福岡をテーマにした話題を取り上げている。